# Can Castell (Pinell de Solsonès)
Can Castell és una masia situada al municipi de Pinell de Solsonès a la comarca catalana del Solsonès, amb què fou habilitada com a habitatge al segle x. Està situada a l'est de la rasa de l'Hostal, i a uns 630 de la masia de Moroia, i en direcció nord a uns 250 metres hi trobem la rasa de Cària.

## POUM
En el POUM del municipi de Pinell, es justifiquen les següents raons legals que n'aconsellen la recuperació i preservació:
- Paisatgístic: posició en el territori, visibilitat des dels recorreguts principals, integració en el paisatge.
- Mediambiental: l'estructura del medi rural del municipi es fonamenta en un sistema de masies gairebé equidistants que facilita l'explotació i control del medi. L'ocupació permanent de la masia facilitarà l'explotació agrícola i la preservació del medi. Primera residència.
- Històric: època de construcció segle .XVII. Raons històriques del seu enclavament i ús.
- Arquitectònic: Tipologia pròpia de la zona; elements constructius representatius.